# أستريكس والفايكنج
أستريكس والفايكنج هو فيلم رسوم متحركة دنماركي باللغة الفرنسية والإنجليزية، قام بدور أستريكس وأوبليكس في النسخة الفرنسية روجيه كاريل وجاك فرانتز وفي النسخة الإنجليزية بول جياماتي وبراد غاريت. صدر الفيلم في فرنسا في 12 أبريل 2006.

## وصلات خارجية
- أستريكس والفايكنج على موقع IMDb (الإنجليزية)
- أستريكس والفايكنج على موقع روتن توميتوز (الإنجليزية)
- أستريكس والفايكنج على موقع ألو سيني (الفرنسية)
- أستريكس والفايكنج على موقع Turner Classic Movies (الإنجليزية)
- أستريكس والفايكنج على موقع أول موفي (الإنجليزية)
- أستريكس والفايكنج على موقع فيلمافينيتي (الإسبانية)
- أستريكس والفايكنج على موقع قاعدة بيانات الأفلام السويدية (السويدية)
- أستريكس والفايكنج على موقع قاعدة بيانات الفيلم (الإنجليزية)
- أستريكس والفايكنج على موقع ليتربوكسد (الإنجليزية)
- أستريكس والفايكنج على موقع كينوبويسك (الروسية)